# Leucadendron coriaceum
Leucadendron coriaceum är en tvåhjärtbladig växtart som beskrevs av Philipps & Hutchinson. Leucadendron coriaceum ingår i släktet Leucadendron och familjen Proteaceae. Inga underarter finns listade i Catalogue of Life.